# Alethe
Alethe – rodzaj ptaków z podrodziny muchołówek (Muscicapinae) w rodzinie muchołówkowatych (Muscicapidae).

## Zasięg występowania
Rodzaj obejmuje gatunki występujące w Afryce Subsaharyjskiej.

## Morfologia
Długość ciała 18–20 cm; masa ciała 27–40 g.

## Systematyka

### Etymologia
Alethe: Alethe – kapłanka związana z ibisami czczonymi ze Świątyni Izydy (por. gr. αληθης alēthēs – szczery, rzeczywisty; w mitologii greckiej Alethes, król Koryntu). 

### Podział systematyczny
Do rodzaju należą następujące gatunki:
- Alethe diademata (Bonaparte, 1850) – szydlak białosterny
- Alethe castanea (Cassin, 1856) – szydlak rdzawołbisty – takson wyodrębniony ostatnio z A. diademata[4][7][8].